# Melitaea septentriorientis
Melitaea septentriorientis är en fjärilsart som beskrevs av Ruggero Verity 1930. Melitaea septentriorientis ingår i släktet Melitaea och familjen praktfjärilar. Inga underarter finns listade i Catalogue of Life.